# أولاد الشريف الغربية (أولاد الشريف)
أولاد الشريف الغربية هي إحدى مشيخات المملكة المغربية، تتبع جغرافيا لإقليم تازة وإداريًا لأولاد الشريف. يقدر عدد سكانها بـ 5286 نسمة حسب الإحصاء الرسمي للسكان والسكنى لسنة 2004.